# 김동현 (성우)
김동현(1959년 7월 19일 ~ )은 대한민국의 성우이다.
1982년 연극배우 첫 데뷔한 그는 1985년 MBC 10기 공채 성우로 정식 데뷔하였다.

## 출연작

### 방송
- 기동전사 건담 0083(MBC) - 오셀리반
- 시간탐험대(MBC) - 램프의 바바
- 꽃님이네 집(MBC)
- 다큐멘터리 드라마 격동 50년(MBC) - 김윤환
- 다큐멘터리 드라마 평양 25시(MBC)
- 사랑의 계절(MBC)
- 사랑의 묘약(SBS)
- 용감한 죠리(MBC)
- 아기공룡 덴버(SBS)
- 천하무적 오보트(SBS)
- 또또와 유령친구들(SBS) - 고물 장수
- 마르코 폴로의 모험(MBC)
- 신비한 바다의 나디아(MBC)
- 도전자 허리케인(MBC)
- 내일은 야구왕(MBC)
- 꿈돌이(MBC)
- 걸리버 여행기(MBC)
- 바람이의 모험(MBC)
- 마이티 마우스(MBC)
- 발리언트(MBC)
- 트라이건(VIDEO)
- CSI 과학수사대(MBC) - 미첼 (래리 미첼)
- CSI 뉴욕(MBC)
- 그림명작동화(MBC)
- 리틀 네모(비디오) - 선장

### 드라마 출연
- 수사반장(드라마 출연, MBC)
- 삼국기(드라마 출연, KBS1)
- 야인시대(드라마 출연, SBS)
- 제3공화국(드라마 출연, MBC) - 조연하
- 제4공화국(드라마 출연, MBC) - 김종진 / 김기완
- 제5공화국(MBC) - 권익현
- 죄와 벌(드라마 출연, MBC)
- 질투(드라마 출연, MBC)
- 내조의 여왕(드라마 출연, MBC) - 온달수의 직속 상사
- 태양을 삼켜라(드라마 출연, SBS)
- 당신의 여자(드라마 출연, SBS)
- 기막힌 이야기 실제상황(재연배우로 출연, MBN)

### 극장판 애니메이션
- 미스터 로봇 - 변호사

### 영화
- 트와일라잇(MBC)
  - 뉴문(MBC)
- 마더 테레사(MBC)
- 사랑의 스타디움(SBS)
- 라인 스톤(SBS)
- 살인 표적(SBS)
- 상성 : 상처받은 도시(MBC) - 여관 주인(두소진)
- 쉬즈 더 맨(MBC) - 축구 해설(켄 커비)
- 포 페더스(MBC)
- 디어 헌터(MBC)
- 책상서랍 속의 동화(MBC) - 방송국장
- 적벽대전2(MBC) - 화타 (구세훈) 외
- 훌라 걸스(MBC)
- 탄생(MBC) - 지미(마일로 에디카)
- 더 퀸(MBC)
- 황후화(MBC)
- 세컨핸드 라이온스(MBC)
- 노브레인 레이스(MBC)
- 러시아워(MBC)
- 나이아가라 연쇄 살인사건(MBC)
- 붉은 가마(MBC)
- 언터처블(MBC) - 엘리엇의 변호사(에드워드 맥도날드)
- 사랑의 블랙홀(MBC)
- 패신저 57(MBC)
- 옹박 - 두 번째 미션(MBC) - 심(장 솜자이) / 경찰서장(존 라몬드 주니어)
- 바비(MBC) - 데릴(크리스천 슬레이터)
- 세 얼간이(MBC) - 대학 선배(라지브 라빈드라나단)
- 히틀러의 부활(MBC)
- 코브라(MBC) - 총살범(마르코 로드리게즈) / 청소부(그레고리 크루즈)
- 플래툰(MBC) - 버니(케빈 딜런)
- 여인의 향기(MBC)
- 석양의 건맨(MBC) - 보안관(길레르모 멘데스)
- 이연걸의 탈출(SBS) - 호텔 지배인(장찬생)
- 더티 해리 4 - 써든 임팩트(MBC)
- 개 같은 내 인생(MBC) - 랄라의 아버지(레이다 존슨)
- 다저스 몽키(MBC) - 멕시코인(프랭크 루고)
- 베토벤(MBC) - 하비(올리퍼 프렛)
- 미키 루크의 추적자(MBC)